# Notturno négy zenekarra
A D-dúr Notturno négy zenekarra, K. 286 (K. 269a) Wolfgang Amadeus Mozart egyik remekműve.
Három tételből áll:
1. Andante
2. Allegretto grazioso
3. Menuetto

A mű keletkezése hasonló feltételezésre ad okot, mint az éppen egy évvel korábban írt Serenata notturna: Mozart ezt is az új év küszöbén, 1776/1777 fordulóján írta, Salzburgban. (Lehetséges, hogy a három tételhez eredetileg egy befejező rondót is tervezett.) Egy év alatt azonban jelentősen fejlődött Mozart zeneszerzői leleménye és technikai készsége: ez lemérhető azon a tényen is, hogy míg a két zenekarra írt Serenata notturna előadó apparátusai egyenrangúak, itt az első zenekar viszi a főszerepet, a másik három a visszhang funkcióját tölti be, mesterien megvalósított fokozatossággal.
Az echohatást már többen sikerrel próbálták ki, Michael és Joseph Haydn művei között számos követendő példát találhatott Mozart. Nála azonban ez a közkeletű effektus bámulatra méltó invenciógazdagsággal, rafinált humorral és kimeríthetetlen változatossággal jut érvényre. A legnagyobb akusztikus szenzációt a menüett kürt-fanfárjai keltik: nyolc kürt versengve megszólaltatott riadója záporoz a hallgatóra.